# Petropàvlovka (Aguínskoie)
|  | Per a altres significats, vegeu «Petropàvlovka». |

Petropàvlovka (en rus: Петропавловка) és un poble del krai de Krasnoiarsk, a Rússia, segons el cens del 2010 tenia 58 habitants. Pertany al districte municipal d'Aguínskoie.